# Microsoft InfoPath
Microsoft InfoPath (fullständigt namn "Microsoft Office InfoPath") är ett program som används för att skapa, distribuera, fylla i och skicka in elektroniska formulär med strukturerade XML-baserade data. Formulären kan presenteras i olika klienter (t.ex. Microsoft Office Sharepoint Server).
InfoPath används ofta som ett sätt att samla in data från en arbetsgrupp eller organisation. Ett exempel på användning är en reception på ett sjukhus där ett InfoPath-formulär används för att samla in data från inkommande patienter, information som sedan kan vidarebefordras direkt från formuläret till andra platser inom sjukhuset där uppgifterna kan återanvändas av läkare, sjuksköterskor och farmaceuter.
Den 31 januari 2014 meddelade Microsoft att utvecklingen av InfoPath upphört. Klientprogramvaran kommer att supportas till och med april 2023.